# Idaea affinitata
Idaea affinitata là một loài bướm đêm trong họ Geometridae.